# وقال البحر (مسلسل)
وقال البحر مسلسل مصري إنتاج سنة 1982، ومن إخراج محمد فاضل (مخرج) وتأليف أسامة أنور عكاشة ومن أداء عزت العلايلي، ومحمود الحديني، وسامي مغاوري، ومحمود المليجي، وأمينة رزق، وعبد العظيم عبد الحق، وحمدي أحمد، وصلاح السعدني، وفردوس عبد الحميد، وإلهام شاهين، ومحمود الشاذلي.